# Campeonato Acreano 2019
In 2019 werd het 90ste Campeonato Acreano gespeeld voor voetclubs uit de Braziliaanse staat Acre. De competitie werd georganiseerd door de FFAC en werd gespeeld van 20 januari tot 22 april. Atlético werd kampioen.

## Eerste toernooi

### Eerste fase
De clubs uit groep A spelen tegen de clubs uit groep B.

#### Groep A
| Plaats | Club          | Wed. | W | G | V | Saldo | Ptn. |
| ------ | ------------- | ---- | - | - | - | ----- | ---- |
| 1.     | Atlético      | 5    | 4 | 1 | 0 | 12:0  | 13   |
| 2.     | Independência | 5    | 3 | 1 | 1 | 11:6  | 10   |
| 3.     | Rio Branco    | 5    | 3 | 0 | 2 | 15:8  | 9    |
| 4.     | Humaitá       | 5    | 2 | 1 | 2 | 4:7   | 7    |
| 5.     | Andirá        | 5    | 1 | 2 | 2 | 6:10  | 5    |

|  | Geplaatst voor twee fase |

#### Groep B
| Plaats | Club              | Wed. | W | G | V | Saldo | Ptn. |
| ------ | ----------------- | ---- | - | - | - | ----- | ---- |
| 1.     | Galvez            | 5    | 4 | 0 | 1 | 13:4  | 12   |
| 2.     | Plácido de Castro | 5    | 1 | 2 | 2 | 5:6   | 5    |
| 3.     | Náuas             | 5    | 1 | 1 | 3 | 3:9   | 4    |
| 4.     | São Francisco     | 5    | 1 | 0 | 4 | 5:17  | 3    |
| 5.     | Vasco da Gama     | 5    | 0 | 2 | 3 | 5:12  | 2    |

|  | Geplaatst voor twee fase |

### Tweede fase
in geval van gelijkspel worden er strafschoppen genomen, tussen haakjes weergegeven.
|  | halve finale      | halve finale |  |        | finale   | finale |
|  |                   |              |  |        |          |        |
|  |                   |              |  |        |          |        |
|  | Atlético          | 2 (4)        |  |        |          |        |
|  | Independência     | 2 (2)        |  |        |          |        |
|  |                   |              |  |        | Atlético | 1 (4)  |
|  |                   |              |  | Galvez | 1 (5)    |        |
|  | Galvez            | 3            |  |        |          |        |
|  | Plácido de Castro | 2            |  |        |          |        |

## Tweede toernooi

### Eerste fase
De clubs spelen nu tegen de clubs uit hun eigen groep. 

#### Groep A
| Plaats | Club          | Wed. | W | G | V | Saldo | Ptn. |
| ------ | ------------- | ---- | - | - | - | ----- | ---- |
| 1.     | Atlético      | 4    | 4 | 0 | 0 | 13:2  | 12   |
| 2.     | Rio Branco    | 4    | 2 | 1 | 1 | 12:6  | 7    |
| 3.     | Andirá        | 4    | 1 | 1 | 2 | 6:10  | 4    |
| 4.     | Independência | 4    | 0 | 2 | 2 | 8:14  | 2    |
| 5.     | Humaitá       | 4    | 0 | 2 | 2 | 8:15  | 2    |

|  | Geplaatst voor twee fase |

#### Groep B
| Plaats | Club              | Wed. | W | G | V | Saldo | Ptn. |
| ------ | ----------------- | ---- | - | - | - | ----- | ---- |
| 1.     | Vasco da Gama     | 4    | 3 | 1 | 0 | 8:4   | 10   |
| 2.     | Galvez            | 4    | 3 | 0 | 1 | 11:3  | 9    |
| 3.     | Plácido de Castro | 4    | 2 | 1 | 1 | 10:4  | 7    |
| 4.     | São Francisco     | 4    | 1 | 0 | 3 | 6:11  | 3    |
| 5.     | Náuas             | 4    | 0 | 0 | 4 | 0:13  | 0    |

|  | Geplaatst voor twee fase |

### Tweede fase
in geval van gelijkspel worden er strafschoppen genomen, tussen haakjes weergegeven.
|  | halve finale  | halve finale |  |            | finale   | finale |
|  |               |              |  |            |          |        |
|  |               |              |  |            |          |        |
|  | Atlético      | 1            |  |            |          |        |
|  | Galvez        | 0            |  |            |          |        |
|  |               |              |  |            | Atlético | 0 (4)  |
|  |               |              |  | Rio Branco | 0 (3)    |        |
|  | Vasco da Gama | 0            |  |            |          |        |
|  | Rio Branco    | 1            |  |            |          |        |

## Finale
Heen
|                |             |       |           |                               |
| 19 april 19:00 | Galvez      | 1 – 1 | Atlético  | Arena da Floresta, Rio Branco |
| 19 april 19:00 | Adriano 84' |       | 87' Diogo | Arena da Floresta, Rio Branco |

Terug
|                |                                   |       |                                      |                               |
| 22 april 17:00 | Atlético                          | 1 – 1 | Galvez                               | Arena da Floresta, Rio Branco |
| 22 april 17:00 | Careca 85'                        |       | 01' Ciel                             | Arena da Floresta, Rio Branco |
| 22 april 17:00 | Strafschoppen                     |       |                                      | Arena da Floresta, Rio Branco |
| 22 april 17:00 | Igor Lucas Marcílio Gabriel Diogo | 5 - 4 | Ciel Adriano Jeferson Daniego Renato | Arena da Floresta, Rio Branco |

## Totaalstand
| Plaats | Club              | Wed. | W | G | V | Saldo | Ptn. |
| ------ | ----------------- | ---- | - | - | - | ----- | ---- |
| 1.     | Atlético          | 10   | 8 | 2 | 0 | 26:3  | 26   |
| 2.     | Galvez            | 10   | 7 | 1 | 2 | 25:8  | 22   |
| 3.     | Rio Branco        | 9    | 5 | 1 | 3 | 26:14 | 16   |
| 4.     | Plácido de Castro | 9    | 3 | 3 | 3 | 15:10 | 12   |
| 5.     | Independência     | 9    | 3 | 3 | 3 | 19:20 | 12   |
| 6.     | Vasco da Gama     | 9    | 3 | 3 | 3 | 13:19 | 12   |
| 7.     | Andirá            | 9    | 2 | 3 | 4 | 12:20 | 9    |
| 8.     | Humaitá           | 9    | 2 | 3 | 4 | 12:22 | 9    |
| 9.     | São Francisco     | 9    | 2 | 0 | 7 | 11:28 | 6    |
| 10.    | Náuas             | 9    | 1 | 1 | 7 | 3:22  | 4    |

|  | Kampioen, geplaatst voor Série D 2020, Copa Verde 2020 en Copa do Brasil 2020 |
|  | Geplaatst Série D 2020 en Copa do Brasil 2020                                 |

### Kampioen
| Campeonato Acreano de 2019   |
| Acre                         |
| ---------------------------- |
| ATLÉTICO Kampioen (9° titel) |